# 구미문성초등학교
구미문성초등학교(龜尾文星初等學校)는 대한민국 경상북도 구미시에 있는 공립 초등학교이다.

## 연혁
- 2018년 3월 1일 : 개교